# Coldrerio
Coldrerio (lmo. Culdrée) − miejscowość i gmina (comune) w południowej Szwajcarii, w kantonie Ticino, w okręgu (distretto) Mendrisio, w powiecie (circolo) Mendrisio. 

## Demografia
W Coldrerio mieszka 2 850 osób. W 2021 roku 18,2% populacji gminy stanowiły osoby urodzone poza Szwajcarią. 

## Transport
Przez teren gminy przebiegają autostrada A2 oraz droga główna nr 2.